# Agasias z Efezu

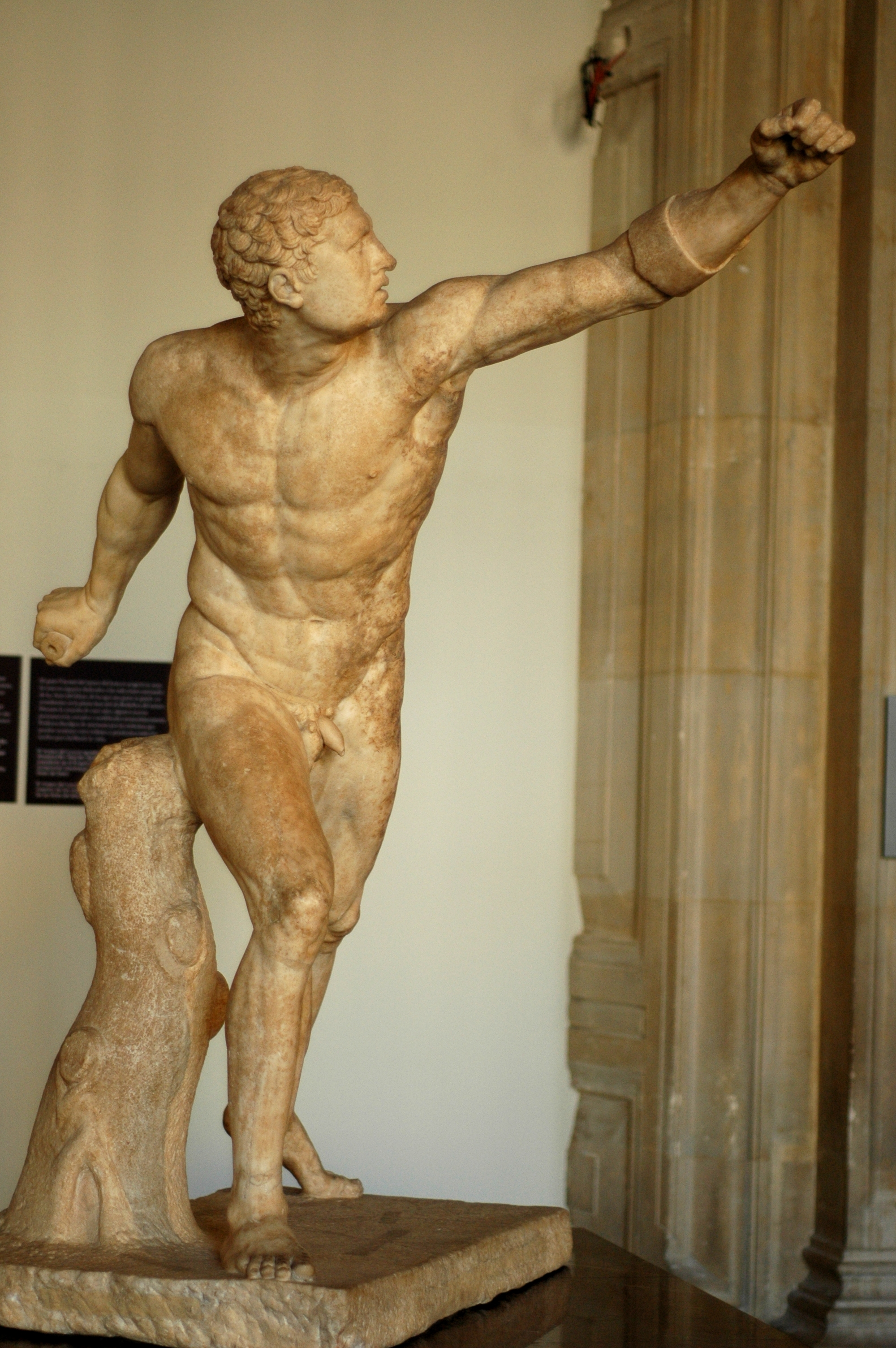
Szermierz Borghese z Ancjum, zbiory Luwru

Agasias z Efezu – grecki rzeźbiarz-kopista, aktywny zapewne w pierwszej połowie I wieku p.n.e., syn Dositheosa.
Sygnował marmurowy posąg Szermierza (Gladiatora) Borghese z Ancjum, obecnie znajdujący się w muzeum w Luwrze po rekonstrukcji obu niezachowanych rąk. Posąg ten jest prawdopodobnie kopią brązowego dzieła z około 150 p.n.e. Jego sygnatura znajduje się także na bazie niezachowanego posągu odkrytego w rejonie Halos w Tesalii. Przypisuje się mu również autorstwo doskonałej brązowej głowy z Delos, będącej prawdopodobnie wizerunkiem Mitrydatesa VI Eupatora, która obecnie spoczywa w Narodowym Muzeum Archeologicznym w Atenach.